# 開普菲爾鎮區 (北卡羅萊納州查塔姆縣)
開普菲爾鎮區（英語：Cape Fear Township）是位於美國北卡羅萊納州查塔姆縣的一個鎮區。

## 地方資料
開普菲爾鎮區的面積為128.90平方千米，皆為陸地。根據2020年美國人口普查的數據，當地共有人口1358人，而人口密度為每平方千米10.54人。